# اکدامار، سامسات
اکدامار، سامسات (به لاتین: Akdamar, Samsat) یک منطقهٔ مسکونی در ترکیه است که در استان آدیامان واقع شده‌است.